# Strømand
Strømand (Histrionicus histrionicus) er en fugl i familien af egentlige andefugle, der yngler ved vandløb i Nordamerika, det vestlige Rusland samt Grønland og Island. Arten er den eneste i slægten Histrionicus. Det er en kortdistancetrækker, der overvintrer ved kysten og derfor sjældent ses i Vesteuropa. 

## Beskrivelse
Voksne hanner har gråblå fjerdragt med rødbrune sider og distinkte, hvide tegninger, som omfatter en større hvid plet ved næbroden. Voksne hunner er mindre farverige med brungrå fjerdragt med en hvid, rund plet på hovedet. Begge køn har hvide øredækker.
Strømanden har en glat, tætsiddende fjerdragt, der kan indeholde meget luft. Dette er afgørende for at kunne isolere den forholdsvis lille krop i det kolde vand. Luften får samtidig anden til at flyde ovenpå som en korkprop.[kilde mangler]

## Udbredelse, levested og taksonomi
Fuglen yngler hovedsageligt i den nordlige del af Asien og Nordamerika samt på Grønland og Island. Dens yngle-habitat er langs hastigt strømmende, kolde vandløb. De godt skjulte reder anbringes ofte på jorden i nærheden af vandet. Arten er en trækfugl, som om vinteren opholder sig ved stenede kyster ved Atlanterhavet og Stillehavet. Den er en sjælden gæst i Vesteuropa og aldrig truffet i Danmark.
Strømanden er den eneste nulevende art i sin slægt, Histrionicus. To forhistoriske ænder er beskrevet fra fossiler og menes at have tilhørt samme slægt.[kilde mangler]

## Føde
Strømænder finder deres føde enten dykkende eller i vandoverfladen. De æder bløddyr, krebsdyr, insekter og deres larver samt planteføde. 

## Status
Arten er udbredt over et stort område og bestanden anses generelt at være i fremgang. Den anses derfor ikke som truet.
Bestanden er dog sårbar overfor olieudslip i kystnære områder.

## Navn
Dens videnskabelige slægtsnavn Histrionicus kommer fra det latinske "histro", hvilket betyder skuespiller.[kilde mangler]